# مجلس البحوث النرويجي
مجلس البحث (أيضًا مجلس البحوث النرويجي) هو وكالة حكومية نرويجية تمول مشاريع البحث والابتكار نيابة عن الحكومة النرويجية، يستثمر مجلس البحوث 10 مليار كرونة نرويجية (2019) سنويًا .
مجلس البحوث النرويجي مسؤول عن تعزيز البحث والابتكار نظريا وتطبيقيا. ويتم ذلك عن طريق إدارة تمويل البحوث وتقديم المشورة للسلطات بشأن سياسة البحث، من خلال مقترحات في ميزانية البحث العلمي في الميزانية الوطنية النرويجية.
يعمل مجلس البحوث على تعزيز التعاون الدولي في مجال البحث والابتكار، ولديه عدد من الخطط لحشد المتقدمين النرويجيين لبرنامج الاتحاد الأوروبي للبحث والابتكار. وتشمل المهام الأخرى للمجلس إنشاء أماكن تجمع للباحثين ومسؤولي التجارة والصناعة والإدارة العامة والجهات العامة والمستخدمين الآخرين للبحوث.
تأسس مجلس البحوث عام 1993 من خلال دمج خمسة مجالس بحثية مختلفة تم إنشاؤها من قبل، ويعمل في مجلس البحوث النرويجي حوالي 450 موظفًا (2020). ولدى المجلس ممثلين محليين في تسع مناطق مختلفة من النرويج.
ومنذ 23 يونيو 2014 ، يقع المكتب الرئيسي لمجلس البحوث النرويجي خارج أوسلو في العنوان «Drammensveien 288 في Lysaker».

## خلفية
كان هناك خمسة كيانات قبل المجلس، وقد تم إنشاء كل منهم كمجالس مستقلة تتعلق بمجالات اهتمامهم الخاصة: العلوم والتكنولوجيا (1946) ، العلوم الاجتماعية (1949) ، الزراعة (1949) ، مصائد الأسماك (1972) والعلوم الاجتماعية التطبيقية (1987) . ثم تم دمج الخمسة مجالس في عام 1993 لتشكيل المجلس الحالي.

## التنظيم والإدارة
يخضع مجلس البحوث لوزارة التربية والتعليم والبحوث. وبالتعاون مع وزارة الصناعة والتجارة، فإن حوالي نصف الأموال التي يديرها مجلس البحوث هي المسؤولة عنها. ويتم توجيه مجلس البحوث النرويجي من قبل 15 وزارة ويدير ميزانية تبلغ حوالي 10 مليار كرونة نرويجية (2019).
يشغل جون أرني روتينجن (John-Arne Røttingen) منصب الرئيس التنفيذي منذ 1 مارس 2017. أيضا تكونت إدارة مجلس البحوث في عام 2020 من إيف بولمر، وكريستين دانييلسن، وآن كيرستي فاهلفيك، وجاسبر ويرديلين سيمونسن، وتوف كارين ستولن، وكاترين تورب، وفريديتوف أوناندر. ويتم تعيين إدارة مجلس البحوث النرويجي من قبل الحكومة لمدة أربع سنوات .وهناك 15 مديرًا للمحفظة مسؤولون عن ملفات البرامج والأنشطة الأخرى في مجالات مواضيعية أو علمية محددة. يقدم مجلس استشاري دولي (مكون من خبراء دوليين) المشورة بشأن سياسة البحث والابتكار التي يتبعها المجلس.

## تمويل البحوث
يمكن للمنظمات البحثية والشركات والكيانات العامة التقدم بطلب للحصول على التمويل من خلال مجلس البحوث النرويجي، وغالبًا بالتعاون مع الكيانات المماثلة الأخرى، يقوم الخبراء الدوليون (المجلس الاستشاري) بتقييم وترتيب الطلبات نيابة عن مجلس البحوث، ثم يتم اتخاذ القرارات بشأن تمويل المنح من قبل 15 من مديري المحافظ.
مجلس البحوث:
- يستخدم عددًا من الأدوات لتعزيز البحث الأساسي والابتكار والتسويق على أساس البحوث. يتم استخدام أنواع طلبات المنح المختلفة والمخططات التنظيمية المختلفة لدعم احتياجات مجتمعات البحث .
- يتحمل المجلس المسؤولية الاستراتيجية والإدارية للتمويل الأساسي الحكومي الذي تتلقاه حوالي 50 مؤسسة بحثية .
- يمول المجلس العديد من مخططات المراكز: مراكز التميز في البحوث (SFF) ، ومراكز الابتكار القائم على البحوث (SFI) ومراكز البحوث الخاصة بالطاقة الصديقة للبيئة (FME). و تتلقى عدة مراكز بحثية أخرى التمويل من مجلس البحوث .
- يمول المجلس الاستثمارات الوطنية في البنية التحتية البحثية. وهذا يشمل المعدات العلمية والمختبرات وقواعد البيانات والمجموعات العلمية. ويجب أن تكون البنية التحتية للبحوث ذات مصلحة وطنية ويمكن أن تتواجد في مكان واحد أو أماكن محددة فقط من البلاد.

## التواصل البحثي
يتحمل مجلس البحوث النرويجي مسؤولية وطنية لنشر البحوث ويهدف إلى المساهمة في استخدام نتائج تلك البحوث. من بين أمور أخرى، يكون مجلس البحوث مسؤولاً عن مهرجان أيام البحث ، وهو مهرجان وطني سنوي للعلوم.
سيساعد مشروع Nysgjerrigper للمعرفة العلمية للأطفال في المدارس الابتدائية ليحصل الأطفال والشباب على نظرة واضحه للبحوث ويساعدهم على فهم والاهتمام بالبحوث، وستزيد مسابقة الباحثين الشباب من الاهتمام بالبحث والعلوم بين الشباب.

## جوائز مجلس البحث
- جائزة نشر مجلس البحوث
- جائزة الابتكار لمجلس البحوث

من 2016-2018، قدم مجلس البحوث النرويجي جائزة الباحثين المتميزين الشباب. وحتى عام 2016 ، قدم مجلس البحوث جائزة مجلس البحوث للأبحاث المتميزة.

## روابط خارجية
- الموقع الرسمي